# Critérium du Dauphiné Libéré 2007
Das 59. Critérium du Dauphiné Libéré ist ein Rad-Etappenrennen, das vom 10. bis 17. Juni 2007 stattfand. Es wurde in einem Prolog und sieben Etappen über eine Distanz von 1.139,9 Kilometern ausgetragen. Das Rennen zählt zur UCI ProTour 2007.

## Teilnehmende Mannschaften
An der Rundfahrt nahmen 19 der 20 UCI ProTeams teil, lediglich das schwedische Team Unibet.com wurde nicht eingeladen.
- ag2r Prévoyance
- Team Astana
- Bouygues Télécom
- Caisse d’Epargne
- Cofidis
- Crédit Agricole
- Team CSC
- Discovery Channel
- Euskaltel-Euskadi
- Française des Jeux
- Team Gerolsteiner
- Lampre-Fondital
- Liquigas
- Team Milram
- Predictor-Lotto
- Quick Step-Innergetic
- Rabobank
- Saunier Duval-Prodir
- Team T-Mobile

## Verlauf

### Prolog
Den 4,2 Kilometer langen Auftaktprolog in Grenoble gewann der britische Bahnspezialist Bradley Wiggins mit einer Sekunde Vorsprung auf den US-Amerikaner Levi Leipheimer und zwei Sekunden auf den Kasachen Andrei Kaschetschkin.

### 1. Etappe
Die erste Etappe wurde lange Zeit vom Ausreißerduo Nicolas Portal und Rémi Pauriol geprägt, die sich auf der Abfahrt vom Col de Parménie abgesetzt hatten. Sie konnten ihren maximalen Vorsprung von 9:35 Minuten jedoch nicht verteidigen, da die Équipe Cofidis und später auch Quick Step-Innergetic das Tempo im Hauptfeld forcierten. Neun Kilometer vor dem Ziel endete ihr Ausreißversuch. Im anschließenden Massensprint düpierte der Deutsche Heinrich Haussler die Weltelite der Sprinter, indem er Tom Boonen auf den zweiten und Graeme Brown auf den dritten Platz verwies.
Bradley Wiggins verteidigte das Trikot des Gesamtführenden.

### 2. Etappe
Bereits frühzeitig im Rennen versuchten einige Fahrer sich abzusetzen, was nicht gelang. Erst nach 35 Rennkilometern setzten sich Aljaksandr Kuschynski und Jérôme Pineau ab, die einen maximalen Vorsprung von 5:20 Minuten herausfuhren.
Vierzig Kilometer vor dem Ziel folgte dann der Anstieg zur Côte de Saint-Romain-les-Atheux. Dort attackierte zunächst Preben van Hecke, der aber dem Konter von Kevin Seeldraeyers nicht folgen konnte. Seeldraeyers erhielt wenig später Gesellschaft von Christophe Moreau und José Antonio Redondo, die als Trio 30 Kilometer vor dem Ziel zum Führungsduo aufschlossen. Pineau und Kuschynski konnten dem Tempo ihrer drei Gefährten alsbald nicht mehr folgen und Seeldraeyers riss sieben Kilometer vor dem Ziel die Kette seines Rades. Die übrigen zwei Fahrer retteten am Ende 33 Sekunden Vorsprung auf das Hauptfeld ins Ziel, wo Moreau Redondo im Sprint besiegte. Den Sprint des Feldes gewann Alejandro Valverde und wurde Dritter.
In der Gesamtwertung übernahm Moreau mit sieben Sekunden Vorsprung auf Redondo das gelbe Führungstrikot.

### 3. Etappe
Das fast 41 Kilometer lange Einzelzeitfahren rund um Anneyron konnte der Kasache Alexander Winokurow für sich entscheiden. Er gewann mit 9 Sekunden Vorsprung vor seinem Landsmann und Teamkollegen Andrei Kaschetschkin. Damit übernahm Winokurow auch die Führung in der Gesamtwertung.

### 4. Etappe
Den weitgehend flachen Abschnitt vor dem mehr als 20 Kilometer langen Anstieg zum 1909 Meter hoch gelegenen Ziel auf dem Mont Ventoux hatten Sylvain Calzati, Cédric Vasseur, Frederik Willems und Stéphane Augé dominiert. Das Quartett lag zeitweise mehr als zehn Minuten vor dem Feld, ehe es am Schlussanstieg zerfiel. Am längsten hielt sich der Franzose Calzati an der Spitze, bis er von seinem Teamkollegen Moreau und dem Polen Sylwester Szmyd eingeholt wurde. Der Routinier Moreau ließ Szmyd gut drei Kilometer vor dem Gipfel stehen und konnte nach seinem Sieg in Saint-Étienne bereits seinen zweiten Tageserfolg feiern. Die Mitfavoriten Alexander Winokurow und Alejandro Valverde erlitten einen Einbruch am letzten Anstieg und kamen mit großem Abstand hinter Moreau ins Ziel. Die Führung in der Gesamtwertung übernahm Andrei Kaschetschkin.

### 5. Etappe
Das 5. Teilstück wurde von Beginn an von einer 22 Fahrer umfassenden Spitzengruppe bestimmt, zu der u. a. Alexander Winokurow, Heinrich Haussler und Tom Boonen gehörten. Auf der welligen Strecke mit insgesamt 4 Bergwertungen konnte die Gruppe schnell einen Vorsprung von über 6 Minuten gegenüber dem Hauptfeld herausfahren. An der letzten Bergwertung des Tages zum Col du Corobin zerfiel die Gruppe schließlich. Zunächst konnte sich der Astana-Profi Antonio Colom absetzen, kurz darauf folgte ihm sein Teamkollege Winokurow. Die beiden konnten ihre Verfolger auf Distanz halten und erreichten gemeinsam das Ziel, wo Winokurow Colom den Sieg überließ.
Andrei Kaschetschkin konnte seine Gesamtführung trotz des Rückstandes von mehr als 3 Minuten auf Winokurow verteidigen. Auch in den weiteren Wertungen gab es keine Veränderungen.

### 6. Etappe
Die diesjährige „Königsetappe“ mit insgesamt sieben Bergwertungen, darunter dem 2067 Meter hohen Col de la Croix de Fer, wurde lange von einer elfköpfigen Spitzengruppe dominiert. Darunter befanden sich Maxim Iglinski, Rémy Di Gregorio und Bernhard Kohl. Am letzten Anstieg zum Col du Télégraphe konnten sich Iglinski, Di Grégorio und Alexander Botscharow aus der Gruppe lösen. Schließlich gelang es Iglinski noch seine beiden Mitstreiter abzuhängen und den insgesamt dritten Tageserfolg für das Team Astana zu verbuchen.
Die Vorentscheidung im Gesamtklassement fiel jedoch in der Verfolgergruppe um den Führenden Andrei Kaschetschkin. Cadel Evans, Christophe Moreau und Leonardo Piepoli lösten sich am Schlussanstieg aus der Gruppe und konnten Kaschetschkin fast zwei Minuten hinter sich lassen. Somit übernahm Moreau das gelbe Trikot und muss auf der Schlussetappe nur noch Cadel Evans fürchten, der lediglich 14 Sekunden hinter ihm liegt.

### 7. Etappe
Auf der Schlussetappe bestimmte lange eine Spitzengruppe um Egoi Martínez und Fabian Wegmann das Renngeschehen. Erst an der letzten Bergwertung am Col de la Forclaz begann das Ausscheidungsfahren der Favoriten um dem Gesamtsieg. Zunächst attackierte Alberto Contador, dann abwechselnd Leonardo Piepoli, Cadel Evans und Levi Leipheimer. Der Gesamtführende Christophe Moreau konnte allerdings jeden Angriff kontern und sich schließlich den Gesamtsieg sichern.
Die Etappe gewann Alexander Winokurow, der einen Sturz von Leipheimer wenige Kilometer vor dem Ziel nutzen und den Amerikaner noch überholen konnte. Damit sicherte sich Winokurow auch das Trikot des Punktbesten. Die Bergwertung gewann Rémy Di Gregorio, die Kombinationswertung ging an Christophe Moreau, die Teamwertung sicherte sich das Team Astana.

## Etappen
| Etappe    | Tag      | Start–Ziel                          | km         | Etappensieger       | Gesamtwertung        |
| --------- | -------- | ----------------------------------- | ---------- | ------------------- | -------------------- |
| Prolog    | 10. Juni | Grenoble                            | 4,2 (EZF)  | Bradley Wiggins     | Bradley Wiggins      |
| 1. Etappe | 11. Juni | Grenoble – Roanne                   | 219        | Heinrich Haussler   | Bradley Wiggins      |
| 2. Etappe | 12. Juni | Saint-Paul-en-Jarez – Saint-Étienne | 157        | Christophe Moreau   | Christophe Moreau    |
| 3. Etappe | 13. Juni | Anneyron – Anneyron                 | 40,7 (EZF) | Alexander Winokurow | Alexander Winokurow  |
| 4. Etappe | 14. Juni | Hauterives – Mont Ventoux           | 197        | Christophe Moreau   | Andrei Kaschetschkin |
| 5. Etappe | 15. Juni | Nyons – Digne-les-Bains             | 195        | Antonio Colom       | Andrei Kaschetschkin |
| 6. Etappe | 16. Juni | Gap – Valloire                      | 198        | Maxim Iglinski      | Christophe Moreau    |
| 7. Etappe | 17. Juni | Valloire – Annecy                   | 129        | Alexander Winokurow | Christophe Moreau    |

## Trikots im Tourverlauf
Die Tabelle zeigt den Träger des jeweiligen Trikots während der einzelnen Etappe bzw. den Führenden der jeweiligen Gesamtwertung am Abend des Vortags an.
| Etappe    | Gesamtwertung        | Punktewertung       | Bergwertung       | Kombinationswertung  | Teamwertung       |
| --------- | -------------------- | ------------------- | ----------------- | -------------------- | ----------------- |
| 1. Etappe | Bradley Wiggins      | Bradley Wiggins     | Sylvain Chavanel  | Bradley Wiggins      | Discovery Channel |
| 2. Etappe | Bradley Wiggins      | Tom Boonen          | Sylvain Chavanel  | Bradley Wiggins      | Discovery Channel |
| 3. Etappe | Christophe Moreau    | Heinrich Haussler   | Sylvain Chavanel  | Christophe Moreau    | Team Astana       |
| 4. Etappe | Alexander Winokurow  | Heinrich Haussler   | Sylvain Chavanel  | Andrei Kaschetschkin | Team Astana       |
| 5. Etappe | Andrei Kaschetschkin | Christophe Moreau   | Christophe Moreau | Christophe Moreau    | Team CSC          |
| 6. Etappe | Andrei Kaschetschkin | Christophe Moreau   | Christophe Moreau | Christophe Moreau    | Discovery Channel |
| 7. Etappe | Christophe Moreau    | Christophe Moreau   | Rémy Di Gregorio  | Christophe Moreau    | Discovery Channel |
| Sieger    | Christophe Moreau    | Alexander Winokurow | Rémy Di Gregorio  | Christophe Moreau    | Team Astana       |